# 宮崎リン
宮崎 リン（みやざき りん、1997年7月10日 - ）は、日本のAV女優。サミット所属。

## 略歴
大学卒業後、2020年4月に新卒でソフト・オン・デマンド（以下SOD）に入社。
2020年4月20日、公式ツイッターにタイ語で挨拶をする動画を投稿したところ、タイ国内ポータルサイトやタイの大衆新聞『カーウ・ソット』で取り上げられ、2020年5月にはフォロワーが約8万人まで増加。『カーウ・ソット』は「タイのアダルトマーケットでは作品を観てから女優を気に入るスタイルのためデビュー前から話題になることは通常ないが、リンちゃんの場合は正反対だ。なぜなら彼女はタイ日ハーフだからだ!!!」と興奮気味に伝えている
入社1か月後の2020年5月に「女子社員」としてAVデビュー。
2021年3月1日、公式ツイッターで3月31日をもってSODを退社し、退社後はサミットに所属し女優を続けることを発表。12月5日には、初の冠イベント『宮崎リンと愉快な仲間たち♡』を東京・レフカダ新宿にて開催した。
2023年2月には「楽演祭vol.23」に出演し、金髪姿を初披露。また8月19日には、藤井レイラとの合同イベント『リン ＆ レイラランド（仮）』を東京・新宿レフカダにて開催した。
2024年6月26日、東京・池袋LiveinnROSA「楽演祭vol.31」に歌手として出演。ノンストップ12分間のメドレーを歌い上げ、ライブのトリを務めた。

## 人物
母がタイ人で父が日本人という環境に生まれ、幼少期までタイで過ごしている。タイ語に関しては話すことはできるが、読み書きはほとんどできない。
趣味はゲーム、アニメ、漫画、カラオケ。好きな食べ物はひきわり納豆。
SODの志望動機は「性産業に関わりたかったから」、「これからの時代はアダルトこそが世界的なコミュニケーションツールになると考えた」から。なお、大学在学中にインターンとしてSODでAD業務、広報、人事などの部署を経験している。
AVへの出演を打診された時には断ったが、SODで色々な仕事に関わるうちに自分がデビューしたら世界が広がるのではと考えるようになり、加えて同期入社の中山琴葉が既にデビューしていたのを見て自分もやってみようと思いデビューを決意した。

## 出演

### ラジオ
- とにかく明るい安村のとにかく丸裸!（2020年4月18日 - 5月2日、文化放送）

### 舞台
- GIGAスーパーヒロインライブvol.7（2023年5月6日、東京・from scratch） - サンエンジェル役[17]

### 映画
- ふたつの月に濡れる（2024年12月11日、オーピー映画）- 南野柚季 役[18]

### オリジナルビデオ
- HEROINEアクションピンチ 勇撃戦隊ブレイブファイブ 前編（2023年8月11日、ZENピクチャーズ） - ブレイブレッド/赤城陽奈子役
- HEROINE SEXYピンチ 勇撃戦隊ブレイブファイブ 後編（2023年8月25日、ZENピクチャーズ） - ブレイブレッド/赤城陽奈子役

## 作品

### アダルトDVD
- AV出演(デビュー) 南国から来たハーフの子 SOD女子社員 新卒入社1年目 宮崎リン（5月8日、SODクリエイト）
- タイの現地メディアでも超話題沸騰! 皆様の大反響にお応えして待望のAV出演第2弾!してもらいました♡ めっちゃ濡れやすくて敏感な新入社員をゲリラでイカセまくる 仕事中ず〜っとイカされ声我慢SEX SOD女子社員 新卒入社1年目 南国から来たハーフの子 宮崎リン（7月9日、SODクリエイト）
- 【感度が良すぎて涙まで】 噴き出す汗がぐっちょりねっとりびっちょり 真夏の超濃密汗だく性交（9月10日、SODクリエイト）
- 敏感過ぎる華奢な身体が何度も何度もイキ狂い めちゃイキ4本番（10月8日、SODクリエイト）
- 水道が壊れたそうで… 僕の自宅に会社の同期が泊まりに来た3泊4日 社内ではちょっと素っ気ないくせに2人になると甘えてくる… 秘密のツンデレ生活（11月12日、SODクリエイト）
- SOD女子社員 南国出身の新入社員がどきどき風俗初出勤 ピンサロ! ソープ! オナクラ! ビキニマッサージ! デリヘル! 愛嬌たっぷりなおもてなしで…豪華5コーナーフルコース!（12月10日、SODクリエイト）

- 入社1年目!SODで働く仲良し同期が初共演! 全コーナーALL共同プレイ 中山琴葉 宮崎リン（1月8日、SODクリエイト）[19]
- 1か月間禁欲中の新卒女子社員の2人が高級ホテルで1日中ず〜っと絶倫AV男優たちにイカされ続けた 通算100絶頂over! 性欲開放 人生最高のSEX（1月21日、SODクリエイト）
- 宮崎リン 初中出し 会社終わりにホテルで朝までずっとマ●コに精子入れっぱなし…（2月11日、SODクリエイト）
- 中出しいいなり温泉旅行（3月11日、SODクリエイト）
- 中出し露天温泉 アナル弄りとニンジンでイッちゃうH大好きむっつりスケベ南国ハーフのドM娘（4月9日、ま○コ銀行）
- 不良生徒の巣に堕ちた美人教師 開花するマゾヒズム（4月15日、グローリークエスト）
- 昔姪っ子が僕にくれた『おねがいきく券』の有効期限はオトナになるまで!? 大人のカラダになった姪っ子を言いなりにし、肩叩きやお風呂で背中流し、調子に乗ってエッチなお願いまでしてみたら…!!（4月16日、DOC）
- 近くに親がいるにもかかわらず親戚の僕を誘惑して脳乱させてくる好奇心旺盛なエチエチ姪っ子 2（4月16日、DOC）
- ナンパした欲求不満な美人妻に勃起したチ○ポを見せつけたら生中出しSEXできちゃいました VOL.1（5月1日、若妻通信）
- 彼女の巨乳姉がノーブラぽろり!!しかも彼女がいる前で僕を乳首誘惑!?興奮して勃起したビンビン美乳首をこねくり回すと…（5月7日、DOC）
- 顔面騎乗ぶっかけ放尿（5月7日、犬/妄想族）
- イケメンAV男優の凄テク我慢できたら100万円! 2 イったら即ハメ高速ピストンで容赦なく生中出し! 街中の女子大生が初体験の超快感にエビ反り悶絶! 開始早々我慢の限界で涎ダラダラあそこもびっしょりで「もう普通のSEXできないかも…」 新しい扉開いちゃったSP（5月14日、赤面女子）
- 新発掘! 南国ハーフ美人が罪悪感を感じつつも超敏感膣の渇きを潤す肉棒に夢中で腰を振る背徳感たっぷりの不倫! セックス好き遺伝子を受け継ぐ逸材だ。（5月19日、ABC/妄想族）
- 鉄板!初降臨!抜群のハーフ美少女の眩しい笑顔が光速ピストン快感で悶絶の表情に!（5月19日、TEPPAN）
- 素人娘 初めての「チ○ポ洗い」アルバイト 5（6月1日、OFFICE K'S）
- 「娘をレ×プしてください」 妻の遺品から見つけたハメ撮り浮気ビデオに失意のドン底に突き落とされた父親が企てたのは、亡き妻の生き写しのような愛娘のレ×プビデオ撮影だった…（6月4日、DOC）
- 一般男女モニタリングAV×マジックミラー便コラボ企画 “フライト帰りのCAはチ○ポが欲しくてたまらない”という噂は本当か!?大手航空会社勤務のキャビンアテンダントが黒パンスト美脚でフル勃起したデカチ○ポに自らまたがり腰振りガニ股騎乗位で連続中出し! 4 「あなたよりエロいCAさんを紹介してください」とお願いして来てもらった痴女CA 4人合計中出し12発（6月7日、ディープス）
- 世界一エロい私の教え子と排卵日に孕ませ援●交際（6月13日、宇宙企画）
- 緊急SOS!! 童貞の精子全部抜く大作戦!! リアル童貞が素人ギャルに本気の恋愛相談!? 自信をつけさせるためにまさかの筆おろしまで!?どスケベ素人たちのSEXテクに童貞のチ○ポは即爆発!?（6月18日、DOC）
- 女子校生 中出し20連発（6月24日、アイエナジー）
- 完全顔出し現役ナースをガチナンパ! 白衣の天使がご奉仕プレイでインポ改善! 2 内科の美人ナースはおま○こ丸見え顔騎、小児科勤務は子どもをあやす様に乳首舐め舐めヌルヌル手コキ、耳鼻咽喉科勤務は涎でまくりジュポジュポフェラ治療、歯科勤務は公開爆イキ電マオナニー… 各科の個性でまくりで全員連続中出しSP!（6月25日、赤面女子）
- #裏垢パパ活制服娘に誘われオフパコ温泉旅行お籠りハメ撮り（6月25日、オーロラプロジェクト・アネックス）
- ケンカした彼氏が帰省でいない夜…彼氏の兄といつものベッドで痙攣するほどハメまくった一日。（7月13日、クリスタル映像）
- 今、失踪した愛しき婚約者の 輪姦レイプ映像がDVDで送りつけられて来た…（7月13日、オーロラプロジェクト・アネックス）
- お酒を飲むとエロく開放的になる! 飲酒とびっこ羞恥プレイ 〜視点の合わない目で「早くエッチがしたい!」と言う女〜（7月13日、セレブの友）
- ガチナンパ! IN八王子 寸止めでマ○コ発狂寸前! ガン突きイカせまくり! 小鹿のようにブル×2痙攣アクメ! 83イキ 15発射!（7月15日、ナンパーズ）
- 絡み合う体液〜 濃厚接吻 互いに求め合う密着中出しセックス（7月16日、MAXING）
- 120%リアルガチ軟派伝説 vol.98 in 名古屋（7月16日、プレステージ）
- 白衣の乳首エンジェル 小悪魔スマイルで癒しいやらしビーチク射精看護（7月19日、エムズビデオグループ）
- 羞恥 新任女教師が学習教材にされる男子校の性教育 生徒の目の前で無遠慮な指が膣に挿入される! プライドは崩壊するが、子宮の奥から愛液があふれ出る 6（7月22日、サディスティックヴィレッジ）
- 濡れてテカってピッタリ密着 神スク水 可愛い女子のスクール水着姿をじっとりと堪能!着替え盗撮から始まり貧乳から巨乳にパイパン、ハミ毛、ジョリワキ等のフェチ接写やローションソーププレイやスク水ぶっかけ等を完全着衣で楽しむAV（7月22日、親父の個撮）
- 悲劇の山岳部女教師 輩達からの輪姦のあと、大嫌いなゲス同僚教師に種付けされた私…（7月25日、オーロラプロジェクト・アネックス）
- オジさんの目の前でスケベになった日 ドM清楚系美少女 宮崎リン（8月5日、ロ●専科）
- 羞恥!野外腰砕け!激ヤバ・ビッグバンローターをマ○コに入れて潮吹きアクメデート! 20（8月12日、サディスティックヴィレッジ）
- 女生徒と教師 猥褻ラブホテル 不祥事上等!弱みを握った生徒に欲望をぶつけ、子宮が壊れるほど巨根で突きまくる最低教師のハメ動画（8月13日、オーロラプロジェクト・アネックス）
- 体操服姿でたっぷりご奉仕! お口・手・素股・尻コキがとにかく気持ちいい ブルマぶっかけコレクション 美少女10人豪華完全撮卸4時間（8月13日、無垢）
- 涙のノンストップ激イカせSEX 12（8月13日、セレブの友）
- 制服美少女 破るパンスト溢れる果汁 自画撮り ワレメをクチャクチャにいじります 投稿オナニー（8月19日、姦乱者/妄想族）
- 「キスするだけでHしたくなっちゃう」 ハメ撮りOK制服美少女 塾講師が教え子を自宅に呼んで生中出し!!（8月26日、DANDY）
- 羞恥 新入生 発育健康診断 2021 〜初夏〜 2枚組スペシャル（8月26日、サディスティックヴィレッジ）
- 羞恥! 教員採用試験を合格した新任女教師医師も看護師も男の病院で男性教諭と一緒に着任前健康診断を受けさせられる 2021（8月26日、サディスティックヴィレッジ）
- 羞恥! 素人VSマシンバイブ 彼氏連れ素人娘をマシンバイブでこっそり攻めまくれ! 20 激安居酒屋にマジックミラー特設スタジオを設置 夏を楽しむ美肌露出多めの奔放な女子大生に中出し!!編（8月26日、サディスティックヴィレッジ）
- 現役女子大生 中出しOKアルバイト（9月1日、プラネットプラス）
- 露出・輪姦・ぶっかけ願望に憑りつかれた女（9月2日、グローリークエスト）
- おしっこ114連発 98人（9月2日、グローリークエスト）
- デリヘル呼んだら妹が来た! 結果、お店に内緒で中出し本番セックスする事になる 3（9月5日、sister）
- 終電を逃した酔っ払った同僚とホテルで相部屋に… あまりの無防備な姿に我慢出来なくなって… Vol.012（9月14日、S級素人）
- セーラー服美少女と完全主観従順性交 Vol.006（9月14日、BAZOOKA）
- 可愛すぎる会社の部下と相部屋ホテルで朝から晩まで、不倫SEXに明け暮れた飲み会終わりの一夜。（9月14日、宇宙企画）
- 夫婦で挑戦!今井夏帆の凄テクで夫が2回イカされたら妻が寝取られナマ中出しSEX!（9月21日、はじめ企画）
- 恥ずかしいまんまんおっぴろげ! いっぱい見せつけて感度上々↑↑ アへ顔晒して快感にどっぷり浸る制服美少女の見せつけ指ズボオナニー 完全主観の指ジュボ 9人+1 全編撮卸 240分（9月21日、無垢）
- 就活女子大生 セクハラ面接の実態! 「内定の為なら…私なんでもします」 ブラック企業によるパワハラ行為の一部始終大公開! 恥じらいAV出演 なんでも従順いいなり社畜娘教育しちゃいますSP（9月21日、ゾクゾク娘/妄想族）
- アナルのシワの数までハッキリわかる! ノーモザイク連続絶頂アナル見せオナニー 4（9月23日、アイエナジー）
- 私は快楽狂いのド淫乱オナニスト 21（9月28日、セレブの友）
- 素人ブルマニア個人撮影映像 中出しブルマん娘（10月14日、フェチ眼）
- ウーマナイザーオナニー（10月21日、グローリークエスト）
- 夜這いで感じる女! 〜夜這いしても、夜這いされてもデカチンSEXが好きな淫乱な私…!（10月26日、セレブの友）
- チ○ポがふやけるほどのお掃除フェラで何度もおねだりしちゃうドスケベ彼女（11月1日、プラネットプラス）
- Ma●ko Device Bondage 鉄拘束マ○コ拷問 XXIII（11月2日、グローリークエスト）
- イキスギ注意報! お腹を押されたら絶頂が止まらない!（11月2日、S-Cute）
- 全裸聖水飲ませ 2（11月9日、犬/妄想族）
- 初体験を目前に女子○生と父親の心と体が入れ替わり 人生Switch 2 〜サイコーなパパとムスメ〜（11月11日、ROCKET）
- ピュアエスポワール 引き裂かれた夢と希望（11月12日、GIGA）
- 制服少女イラマ顔射（12月9日、RADIX/抜群）
- サエない僕に同情した女子校生の妹に「擦りつけるだけだよ」という約束で素股してもらっていたら互いに気持ち良すぎてマ○コはグッショリ!でヌルッと生挿入!「え!? 入ってる?」でもどうにも止まらなくて中出し! 11（12月9日、アイエナジー）
- かわいい女の子2人 レズキス涎まみれのWレズ解禁 白川ゆず 宮崎リン（12月14日、ビビアン）
- 闇監禁倶楽部 変態キモ男のおもちゃになった少女（12月21日、ドグマ）

- むちむちデカ尻 神ブルマ 宮崎リン  ロリ美少女やぽっちゃり娘にピチピチブルマ＆体操着を着せ、ハミパン、ムレムレワレメを毛穴まで見えるほどの超ドアップ接写! さらに尻コキ、着衣お漏らし放尿やブルマぶっかけ等ブルマ好きに送る完全着衣フェチAV （1月13日、親父の個撮）
- SOD女子社員「あなたよりビンカンなM男社員を教えてください♡」男女逆転高感度調査! 女子社員が男子社員の感度をチェック! 暴発しまくりの12射精!（1月13日、SODクリエイト）
- スーパーヒロイン危機一髪!! Vol.92 聖天戦隊アンジェレンジャー 宮崎リン（2月11日、GIGA）
- 無断で一時的に借用した現金を着服と義父に疑われ始まった羞恥の日々（2月22日、マザー）
- 匂い立つ黒パンティストッキングオナニーの世界! ～15人の股の部分から溢れ出るイヤラシイ匂いはアナタを虜にする。（2月22日、セレブの友）
- 彼女の姉はマゾ女（3月1日、グローリークエスト）
- 忍者Vol.50 女忍者・吹雪 淫らに壊された忍びの心 宮崎リン（3月11日、GIGA）
- J●が在籍していると噂の店舗型バニーガールヘルスで生本番中出し強要（5月10日、BAZOOKA）
- 絶対本番禁止のデリヘル嬢にナマ中出し! 4 オイル素股でマ○コにチ○コを擦られてたら気持ち良すぎて思わずヌルっとナマ挿入! ダメよイヤよと嫌がりながら中出しされちゃう敏感おっぱい嬢（6月7日、グローリークエスト）
- 自ら求める自宅で中出し SOD女子社員 復職!宮崎リン 復帰前に発情した彼女は家族が帰宅するまでの10時間 合計8発の他人精子を受精（6月23日、SODクリエイト）
- SOD女子社員に復職した宮崎リン 新卒社員の教育係をするはずが…研修期間中に童貞クン3名喰いまくり!!（7月21日、SODクリエイト ）
- 宮崎リンが業務命令で廃業寸前の風俗店をプロデュース! オナクラ・メンズエステ・ヘルス! 真夏の御奉仕セックス3本番!（8月25日、SODクリエイト）
- 宮崎リンに地方出張命令!もし相部屋になった大嫌いな上司(営業部5年目/林/28歳)のチ〇ポがドストライクだったら…?（9月22日、SODクリエイト）
- SOD女子社員・宮崎リンに即尺アプリ『nukeruクン』開発命令!今すぐヌキたい人とシャブリたい人をマッチングできる新アプリ!24時間モニター体験!（10月20日、SODクリエイト）
- 彼女には大き過ぎて入らなかったデカチンを義妹に強引にねじ込み何度も中出し発射! 巨チン過ぎて彼女にフラれて以来女性と最後までエッチできないでいるボク…。落ち込んでいると、義妹にチ○ポを見させられ、勃起させられ… バカにされるボク。いい加減にキレたボクは抑えていた欲望が湧き上がりデカマラを目の前の義妹にぶつける! デカチンを激しく突きまくり、苦痛の声を上げても関係なく中出ししまくってヤル!（11月8日、Hunter）

- 99.4%が女子!の学校に入学したらクラスメイトは女子ばかりでモテまくり! 休み時間、授業中関係なく誘惑されまくりでヤラレまくり! 楽しいやら悲しいやら気持ちいいやら… 色々な感情が入り乱れてます…（1月24日、Hunter）
- AV監督はオイシイお仕事♪ 撮影前の面接全裸チェックの実態!! チェックの名の下クンニできるわ! フェラさせれるわ! 生ハメ中出しまでやりたい放題 人気女優6人のAV面接風景 VOL.6（1月26日、親父の個撮）
- 「うわっ! パンツ丸見えじゃん…」 ボクの家の玄関前で酔いつぶれパンチラしていたのはお隣さん! 思わずガン見してしまったが流石にそんな格好で玄関前に放置出来ないと思い起こそうとするが酔っていて全然会話にならない… しかも鍵を無くしたとかでどうしようもないので仕方なくボクの部屋に上げたのだが…。酔って彼氏と勘違いしているみたいで、抱きついたり服を脱ぎ始めたりするのでもちろん勃起してしまうボク。マズいと思って隠すが勃起を見た女性が「ねぇ しよっ」と迫ってきてそのままエッチな事しちゃいました。（3月28日、Hunter）
- 禁断介護 宮崎リン（3月28日、グローリークエスト）
- スーパーヒロイン絶体絶命!! Vol.91 スパンデクサー・サンエンジェル 死闘の勝利の先に待つ恐怖と絶望 宮崎リン（4月14日、GIGA）
- 毎晩、寝ている義妹のくちマ○コに高速ピストン!（4月25日、Hunter）
- 美少女戦士セーラーアクアス ～絶望のロストヴァージン～ 宮崎リン（4月28日、GIGA）
- 女湯で少女好き巨乳お姉さんにワレメをいじられ逃げても逃げても追い打ちレズ責めでイカされ続けた敏感うぶ娘（6月8日、ナチュラルハイ）
- W淫語でチン媚びして擦り切れるまでセンズリぶっコかせてあげる! 宮崎リン/涼花くるみ（6月20日、グローリークエスト）
- 海の家で住み込みバイトしてるギャルとハーレム乱交! ギャルたちのバイトの息抜きにされるボクのチ○ポは休憩なしで勃起しっぱなし! 毎年恒例の… 住み込み海の家バイト、またムサイ男たちと一緒に寝泊まりか…! と思っていたら… 今年のバイトはまさかのギャルと一緒!? でも相手にされず落ち込んでいると、暑さと解放感で技術たちのエロハードルは下がりまくり! こんなボクのチ○ポでも欲しがられて激熱ハーレム乱交に!?（8月8日、Hunter）
- 男女8人ワケ有り即席大家族。～家庭内セックスをしまくる血の繋がっていない私たち～ 離婚再婚を繰り返し血の繋がりがない兄妹・親子でセックスをしまくっている。歪んだ家族愛に完全密着! そこから見えてくる現代の光と闇、普通の概念が覆る一家の日常は肉欲まみれ倫理観ゼロの世界!?（8月8日、Hunter）
- 彼女には大き過ぎて入らなかったデカチンをむしろ喜んで受け入れイキまくる淫乱義母! 3（8月8日、Hunter）
- 素人カップル対抗 連続射精ダービー（8月10日、ROCKET）
- 即ハメ生中出しOKセフレちゃんハメ撮りAV撮影 02（9月12日、S級素人）
- 唾液ダラダラ! 愛液ドロドロ! 黒髪女子○生を粘着なめくじクンニで惚れさせるレズ汁痴漢 4（9月21日、ナチュラルハイ）
- W甘サドお姉さまの密着ハーレム痴女エステ 宮崎リン 野咲美桜（10月10日、BALTAN）
- 「私… すぐイッちゃうから恥ずかしくてエッチ出来ない」 少し触れられるだけで感じちゃう超敏感全身性感帯コンプレックス義妹!（10月24日、Hunter）
- 義姉に【マイクロビキニでお風呂生配信!】の撮影を手伝わされた! するとオッパイがポロリしまくって撮影できない! ボクの勃起チ○ポも画面に見切れちゃってさあ大変!（10月24日、Hunter）
- ヒロインを倒せ! ボクの考えた最強怪人 タコさんウインナーの怪人タコサンダー VS 魔法美少女戦士フォンテーヌ（11月10日、GIGA）
- 女性専用アパートの大家兼管理人となったボク! 欲求不満だらけのお姉さんたちは常にボクのチ〇ポを狙って気が付いたらいつの間にかヤリチン中出し生活!（11月28日、Hunter）

- 時間停止学級。時間を止める事が出来る神装置で、好きな時に挿れたり、止めたりし放題。（1月9日、Hunter）
- ヒロイン討伐 Vol.108 フォンテーヌ・セイントナイト（1月26日、GIGA）
- 図書室で勉強してたら学校で有名なヤリマン美少女2人組に目をつけられて周りに気づかれない様にエッチしまくり!! 「ほらぁベロキスしてやるから静かにしな…」「ほらぁどっちから行くんだよ?」 どっちに挿れるかを選ばされて困っている僕はこっそりと性感帯をサイレント責めされて声を出せずに悶絶中出しさせられました!! 2（2月22日、.WorKs/FALENO TUBE）
- 玄関開けたら即手コキ! 「ほら早くチ○ポ出して! 私がシコってあげるから」 最高かよ! 朝から手コキでヌイてくれる優しくておせっかいな激カワ幼馴染!（2月27日、Hunter）
- スローピストンサイレントレ×プ「えっ嘘、何してるんですか?」「バレたら大変な事になるから静かにしてろ!」 彼女の親友たちを寝てる間に次々犯す! 3（2月27日、Hunter）
- 中出し部屋呑みドキュメント 最強カワイイハーフ顔美女 宮崎リン（3月5日、パコパコ団とゆかいな仲間たち/妄想族）
- ぼったくりパパ活ギャル軍団 vs タダマンヤリたがり絶倫おじさん 「おっさんなんてチョロいでしょ!」とパパ活でお金をむしり取るギャル軍団!その一方で「どうにかして若い女子とエッチがしたい!」と企むケチな絶倫おじさん! 危険な二組が混ざり合った結果… お互いをイカせ合う中出しSEXバトルが勃発!（3月12日、Hunter）
- 大人を見下してナメ腐っている超・生意気ギャル チ〇ポで徹底的に理解らせてやった。（3月19日、無垢）
- 女子陸上部員がボクのマッサージでユニフォーム越しでも分かるほど股間を濡らして淫乱発情! 何の取り柄もないボクだけどマッサージの才能はあった?（4月9日、Hunter）
- 【射精誘導】「乳首イジっただけでチ○ポ汁ダラダラ垂らして気持ち良さそうだね。でもまだシゴいちゃダメ。」焦らし淫語と脳イキで絶対快感を味わう【オナニーサポート】（4月23日、グローリークエスト）
- 【学力偏差値トップのガリ勉女子とSEX偏差値トップのヤリマン女子】2人の両極端な幼馴染が彼女がいるボクのチ○ポを奪い合い3P!（4月23日、Hunter）
- コンビニで働くかわいいアジア系バイト娘とSEX豪華版～優しく仕事を教えてあげたら中●し出来ちゃった（4月24日、パラダイステレビ）
- 痴漢盗撮&中出し素人熟女 媚薬オイルマッサージ37 超強力媚薬を配合しマッサージオイルを施術中に知らずに塗りこまれたオンナは、身体の火照りに驚き、チ〇ポを欲しがる自分に戸惑い、垂れ出したマン汁に恥ずかしがりながらも生ハメ中出しまで欲してしまう!（4月25日、親父の個撮）
- 3年B組の文化祭の模擬店は透明人間カフェ（6月11日、Hunter）
- 秘密捜査官シャドウクリムゾン ～パワー消失! 破壊された胸のクリスタル～（6月14日、GIGA）
- 「ヤラせてあげるから学校来なよ!」 ギャルばかりで男はボク1人! 毎日の様に童貞をバカにされて登校拒否! 心配したギャルと先生が家に謝りに来て「エッチな事してあげるから学校行こうよ」と言ってきた!（6月25日、Hunter）
- 誰とでも定額挿れ放題! 団地編 2 月々定額料金さえ支払えば団地内の人妻やら学生やら誰にでも挿れ放題!（7月9日、Hunter）
- 『えっ! こんなに胸大きかったっけ?』（※心の声）体はやや大人! 心はまだまだ子供! 久しぶりに娘とお風呂に入ったら胸が大きくなり始めててビックリ!（7月23日、Hunter）
- ボクの秘密基地がイケてる女子たちのたまり場に! いつの間にかボクの秘密基地はカワイイ女子たちに占拠されて、四六時中ハメまくりのヤリ部屋状態に!（8月27日、Hunter）
- 魔法少女リリン（10月11日、GIGA）
- だれとでも挿れ放題! ホテル編 2月々定額料金を支払えば何泊でも何発でも出来ちゃうサブスクホテルがついに登場!! ホテル従業員、宿泊客… 誰にでも挿れ放題!（10月22日、Hunter）
- 『お姉ちゃん感じてる顔ちょ～カワイイんだけど!』 超小悪魔チビ妹が突然出来た真面目過ぎる義姉をレズ責め! さらには義弟も誘惑して近親相姦3Pへ!（10月22日、Hunter）
- カメラの前でおしっこする女 5（11月26日、グローリークエスト）

### アダルトVR
- 日本が大好きなタイ人彼女との【国際恋愛】イチャラブ同棲日記（9月10日、SODクリエイト）
- 3年F組 タイの交換留学生 リンちゃん 学校終わりにラブホ（10月1日、SODクリエイト）

- 会社の給湯室で同期とまさかの立ちバック!?社内でも一目置かれる仕事デキル系女子を立ったままのセックスで完全支配（6月12日、CRYSTAL VR）
- 異国から来た売春島の少女と中出し（6月15日、本中）
- 水泳部の文化祭の模擬店は… ぬるぬるスク水マットヘルス 私立のお嬢様○校の文化祭。生徒の肉親や関係者以外来校出来ないのだが、毎年大人気の水泳部の模擬店はなんと『本番アリのマットヘルス』だった!（10月12日、Hunter）

- 【ゴム有専門店】のソープランドで人気No.1のS級ハーフ泡姫に【こっそりゴムを外して無許可で大量中出し!】 妊娠危険日なのに生ち○ぽでガン突きしたらイキまくって生ハメ許しちゃうドスケベ嬢の【淫手コキ・口内射精・中出し3発射】【子作り孕ませ中出しSEX】 宮崎リン（3月28日、こあらVR）
- 手袋に包まれて射精する快感。【手袋フェチ手コキ特化VR】14人完全撮りおろし（5月1日、こあらVR）
- 生足舐めさせセンズリ鑑賞（9月22日、AQUA）
- オイルパンスト尻見せつけオナニー（9月29日、AQUA）
- いいなり服従オナホ秘書 借金返済のため淫乱メス便器として働く恥辱の秘書生活 宮崎リン（11月25日、KMPVR）

### アダルト配信
- マジ軟派、初撮。 1617 「男に一番求めるのは体の相性!」と語る美女!彼氏との体の相性は悪く欲求不満の様で…胸を揉んでみるとすぐに流されパンティーにシミが…!甘い吐息を漏らしながら気持ち良さそうに善がりまくる!（4月3日、ナンパTV）
- 【激エロレイヤー/変態性癖/中出し3連発】コスプレの沼にハマる美少女JDを個別撮影交渉→見られることに大興奮する彼女の隅々まで撮影しちゃいました♪スレンダー美尻のドМ娘をたっぷり可愛がるイラマ×スパンキング!!コスプレ姿での乱れっぷりに目が離せない!!中出し3連発!!（4月4日、プレステージプレミアム）
- 【極エロ就活女子】25歳【輝きたいオンナ】りんちゃん参上!就活の面接帰りに現れた彼女の応募理由は『一人前のオンナになりたくて…』現在無職の半人前女子はAVのSEXに興味あり!真面目な印象なのにヤル事ナス事エロ過ぎる!変態漲る激イキSEX絶対に見逃すな!（4月13日、ARA）
- 声優の卵のどエロハメ撮り映像!【声優目指して専門学校に通うハーフ美女】×【キュッと締まった張り感MAX美尻スレンダーボディ!!!】×【酒に酔った勢いでメガチ●コを受け挿れ悶絶痙攣大絶頂!!!】：朝までハシゴ酒 73 in錦糸町駅周辺（4月23日、プレステージプレミアム）
- 【ハミ尻メイドコスで筆おろし】彼氏の前で困惑しつつも、童貞君のアナルまでペロペロ舐めてくれる従順っぷり!!しまいには自ら腰を振って感じる姿に背徳&興奮必至!童貞に汚されて激おこ彼女と仲直りイチャラブSEX!寝取らせぇぇぇee(そうだ!今からお前ん家でSEXしない?)#04（4月24日、プレステージプレミアム）
- 【理想的女子No.1】温厚で優しい性格の女子大生リンちゃんとイチャラブSEX!久しぶりのデートで気合の入るリンちゃんは上下ピンクの勝負下着!基本的には受け身で何でもやってあげる従順系だけれども、いざ目の前におちん●んがあると触りたくなっちゃう変態要素も合わせ持つ才色兼備JD【しろうとハメ撮り#リン#20歳＃絶賛就活中のリクルートJD】（4月29日、MOON FORCE）
- 【電車痴漢】★GW2日連続P還元出品★白襟セーラーのハーフ系美少女があのS氏の大暴走に号泣しながら衝撃の10連続絶頂（4月30日、ゆず故障）
- ラグジュTV 1399 美意識が行き届いたスレンダースタイルと魅惑的な目元が印象的な美人社長秘書が登場!敏感なボディを撫でれば甘い吐息を漏らし…秘部から蜜を溢れさせ、激しいピストンにイき乱れる!（5月3日、ラグジュTV）※「宮下穂乃」名義
- 【配信専用】朝フェラから始まる最高の1日 理想のMorning Routine!! 1（5月6日、DOC）
- 清楚な見た目で経験人数3桁超えのエキゾチック美女セラピストが童貞の精子ぜんぶ抜く!フェラ抜き、膣抜き、ナマ中出し!経験人数はダテじゃない!優しく…時に激しく…童貞くんを導く手ほどきSEX!【童貞の精子ぜんぶ抜く大作戦CASE1】（5月11日、ナンパdeハメハメ）
- 攻め好きSっ娘J○がパンパンで騎乗位でおじさんを乗りこなす!からかい上手で焦らし上手なリンちゃんさんに、主導権もチ○コも握られおじさんタジタジwwwもちろん全ては愛ゆえに♪大好きだからイジワルしちゃう小悪魔ちゃんに白濁精子2連発発射!【リンちゃん(彼女)とおじさん(彼氏)の特別な一日】（5月30日、しろうとまんまん）
- 「早くシたい...♡」18歳J③年と大学1年男の性欲モンスターカップル。朝までヤリまくりお家デート♡（6月4日、釈迦ZEN）
- みりん（6月25日、素人ホイホイZ）
- 宮崎さん(仮名)（7月9日、ゾクゾクタイム）
- コンカフェナンパ リンchan（7月14日、ニイハオ）
- りん（7月25日、素人ムクムク）
- めっちゃ恥じらうのに底なしイキまくり敏感JD（7月26日、E★ナンパDX）
- 礼奈（7月30日、ION イイ女を寝取りたい）
- 〈超ラブラブ夫婦から寝取らせリクエスト→ヤバ…このチ○ポ良すぎッ→種付け懇願SEX〉某ポルノサイトでセックスのHow_to動画を全世界に配信する超ラブラブ夫婦が登場!エッチな姿を旦那に見せたい!奥様から寝取らせリクエスト!旦那の隣で他人棒をねっとり手コキ&フェラ!相性良すぎて理性ぶっ飛び絶叫アクメ連発!!旦那に内緒で延長戦!もう旦那チ○ポでは満足できない!種付け懇願中出しSEX!!!（8月22日、プレステージプレミアム）※「リナ」名義
- 【むっつりアニオタJD×エロコスぶっかけ】女子校育ちのウブなハーフJDはエッチなアニメで妄想を膨らませるオタク女子!オナニーじゃもう我慢できない!待望のリアルエッチに制御不能の欲望が大暴走!中出しエッチじゃ飽き足らず持参したコスプレ衣装でぶっかけオネダリ!?（8月24日、プレステージプレミアム）
- #868 Rin（8月27日、S-Cute）
- すず（9月8日、ION デートNOW!!）
- 【即ホ・生ハメ上等ッ!】テ●ンダーで“即”ってセフれ!!ガチ惚れ必至の顔面偏差値MAX女子とマッチング!!キツマンの奥をデカチンで突きまくれば秒で大量ハメ潮!!体液まみれのスレンダラスBODYを痙攣させてイキまくる衝撃映像を見逃すな!!!【t●nderist!!】（9月12日、Jackson）※「沙絵子」名義
- 817rin（9月13日、PERFECT-G）
- リン（10月14日、S-Cute）
- 【配信専用】全部出して!ザーメン大好きごっくんバキュームフェラ #1（10月14日、DOC）
- リン 2（10月15日、S-Cute）
- さき (仮名)（10月25日、高揚）
- 礼奈 2（11月3日、ION イイ女を寝取りたい）

- りん (garea618)（2月3日、G-AREA）
- りこ (king0065)（2月6日、素人参加バラエティ）
- まりん (king0068)（3月19日、素人参加バラエティ）
- りん (musume010)（3月31日、素人羞恥娘。）
- りんりん（4月1日、俺の素人-Z-）
- リン (hmdnc475)（5月2日、ハメドリネットワークSecondEdition）
- リン (ore838)（5月9日、俺の素人）
- かよ（7月3日、しろうとエチチ.ch）
- りん (tokyo560)（8月28日、Tokyo247）
- りー（11月21日、「イマジン」）

- リン（1月15日、素人パコパコ-H-）
- りか（3月6日、めがね美人）
- 家まで送ってイイですか? case.224 飯田さん 27歳 事務職  NOと言えないヤリマ○コ【顔面チャンピオン! あの頃のしょ○たん似の小顔ギャル】⇒これぞツンデレ! マジで恋する60分イチャ甘SEX! 浮気大好き⇒瞳孔ガン開きアイコンタクトでバックガン突き～眼のプリズム⇒バック・騎乗位・正常位…全て抱きつく! 本当のSEXがここにある…本当の愛がここにある… ⇒ いい人である理由… 幼少時代の心の傷（6月2日、ドキュメンTV）
- Rin (smus021)（6月25日、素人ムクムク-塩-）
- 凛（7月9日、シロウト速報）
- Rin (fuyu062)（7月27日、浮遊僧）
- 【女教師のどエロい裏垢】春休み限定でギャル化する音楽教師をSNSナンパ!! 絶対に全・男子生徒がオナペットにしてる、ビジュ最強&超イイ尻の先生!! 学校にバレたら退学必至の、コンプラシカト濃厚SEX!! スパンキングで感じるドM女がハメ潮まき散らして絶頂を繰り返す!!【イ●スタやりたガール。】 小川先生 25歳 高校教師（9月3日、Jackson）
- りん (ndh0016)（10月28日、ナンパ de ハメハメ）

- ヤミヤミアルコール / 飲み過ぎ南国風美女（1月9日、ヤミヤミ）
- リン めがね美人（2月28日、めがね美人）
- 礼奈 (ion191)（3月3日、ION イイ女を寝取りたい）
- R (oremo155)（3月10日、俺の素人-Z-）
- リンちゃん（5月12日、寝取らせ屋）
- リン & もなか & めい & ゆうり & きょうか（6月2日、素人ペイペイ）
- リン (spay414)（6月3日、素人ペイペイ）
- りんちゃん (ptr008)（6月7日、ぽこちん・ざ・ろっく!）
- ハーフっぽい見た目の美尻ちっぱいJ●ちゃん（6月7日、鳥パコ）
- 女子陸上部員212S & R & M & K & Y (oremo212)（7月3日、俺の素人-Z-）
- 女子陸上部員213S & R & M & K & Y (oremo213)（7月4日、俺の素人-Z-）
- りんちゃん (smub015)（7月10日、素人ムクムク-部活-）
- りん (smuc104)（7月27日、素人ムクムク-夢中-）
- 塩対応も一枚剥いだらドスケベボディ りん（9月5日、ゲスヤミ）
- 【乱交】褐色のスレンダー美女 × 色白潮吹きビシャビシャ女【ゆい＆りん】（9月6日、ゲスヤミ）

### 女性向けアダルトビデオ
配信作品
- 禁断の兄妹生ハメ中出しSEX～僕の童貞（はじめて）は実の妹に奪われちゃいました!～ 長瀬広臣 宮崎リン（2022年4月27日、カゲキっch）
- もう、我慢しない 東雲怜弥 宮崎リン（2022年6月29日、SILK LABO）
- ソッチの趣向 向理来 宮崎リン（2022年7月6日、SILK LABO）
- Overdose 向理来 宮崎リン（2022年7月13日、SILK LABO）

DVD
- 素直になれない恋人たち 5th season（2023年5月11日、SILK LABO）- 配信作品「もう、我慢しない」を収録。
- 性的同意済火遊ビ Vol.1（2024年9月12日、SILK LABO）- 配信作品「Overdose」を収録。

### オリジナルビデオ
2023年
- HEROINEアクションピンチ 勇撃戦隊ブレイブファイブ 前編（8月11日、ZENピクチャーズ）
- HEROINESEXYピンチ 勇撃戦隊ブレイブファイブ 後編（8月25日、ZENピクチャーズ）

### イメージDVD / BD
◎はBlu-ray版発売作品。
2021年
- Rin Oriental Exotic Girl（1月21日、REbecca）◎
- 初夏の果実（7月23日、Superlative）◎
- AV女優 宮崎リン（2021年12月26日、スパークビジョン）◎

### 写真集
- らぶぱら 宮崎リン（2021年1月29日、竹書房、撮影：八坂悠司）ISBN 978-4-8019-2574-8
- 刹那 宮崎リン写真集（2021年7月27日、ジーウォーク、撮影：吉場正和）ISBN 978-4-86717-201-8

### デジタル写真集
2021年
- 何をやっても自信が持てないと言う彼女。女優になって自分を変えたい!!SEXという表現方法で覚醒していく!（5月7日、TEPPAN）
- 現役女子大生中出しOKアルバイト（9月1日、プラネットプラス）
- 絡み合う体液〜 濃厚接吻 互いに求め合う密着中出しセックス（9月11日、MAXING）
- FLOWER vol.01 - vol.7（9月30日、ジーウォーク、撮影:吉場正和）

2022年
- まるみえHOTEL りん 1～8（2月26日、QH映像）
- AV女優 宮崎リン（6月14日、スパークビジョン、撮影：ケイ）

2023年
- DokkiriQueen 宮崎リン（12月28日、シーガル）

2024年
- LOVEPOP デラックス 宮崎リン 001（4月26日、ラビリンス）
- DokkiriQueen 宮崎リン B（6月27日、シーガル）
- LOVEPOP デラックス 宮崎リン 002（7月5日、ラビリンス）
- LOVEPOP デラックス 宮崎リン 003（9月20日、ピンク倶楽部）
- LOVEPOP デラックス 宮崎リン 004（10月25日、ラビリンス）

## 製品

### カレンダー
- 宮崎リン 2021年カレンダー（2020年11月28日、トライエックス）

## 出演・掲載

### イベント
- 楽演祭 vol.31（2024年6月26日、東京・池袋LiveinnROSA）[13]
- アニクラTMA13 ～渋谷のウサギの庭に集まれバニー!!～（2024年11月2日、東京・渋谷 CLUB CAMELOT）[20]

### 雑誌
- 週刊プレイボーイ 2020年5月25日号（集英社） - 「現役AV女優Twitterフォロワー増加数ベスト30!!」
- 月刊FANZA　2020年7月号（ジーオーティー） - インタビュー「HATSUMONO!」
- 週刊実話 2020年6月25日号（日本ジャーナル出版） - インタビュー「特報!!AVタイムズ」
- 週刊アサヒ芸能 2020年7月9日号（徳間書店） - グラビア「SOD新人女子社員が勤務を忘れて本気イキ! アジアのニューヒロイン」
- 週刊現代 2020年7月24日号（講談社） - グラビア「こんなヘアヌード、見たことない 現役OLはEカップ」
- 月刊ソフト・オン・デマンド 11月号増刊 SOD女子社員 Vol.2（ソフト・オン・デマンド）
- 月刊ソフト・オン・デマンド 2月号 vol.17（ソフト・オン・デマンド） - 「中山琴葉&宮崎リン Wグラビア&インタビュー」
- 月刊ソフト・オン・デマンド 2月号増刊 月刊SOD PREMIUN 2020 グラビアスペシャル（ソフト・オン・デマンド） - グラビア
- 月刊FANZA　2021年3月号（ジーオーティー） - 対談「SODの女子社員なかよし2人組が初めての共演で―?」
- 週刊実話 2021年4月1日号（日本ジャーナル出版） - 袋とじ「オール野外露出!! ワイルド・セックス」
- 月刊ソフト・オン・デマンド 7月号 vol.10（ソフト・オン・デマンド） - グラビア、インタビュー
- 月刊ソフト・オン・デマンド 7月号増刊 SOD女子社員 Vol.3（ソフト・オン・デマンド）

#### 新聞
- サンケイスポーツ 2020年5月21日 - インタビュー「私のAV」